# Manuel Pucciarelli
Manuel Pucciarelli (ur. 17 czerwca 1991 w Prato) – włoski piłkarz grający na pozycji napastnika. Zawodnik Chievo.

## Życiorys
Jest wychowankiem klubu Empoli FC. Jako młodzieżowiec brał udział w rozgrywkach Campionato Nazionale Primavera. W pierwszym zespole klubu z Toskanii występuje od 2011 roku. Jego pierwszym seniorskim ligowym meczem było spotkanie w Serie B przeciwko Vicenza Calcio, które zostało rozegrane 29 maja 2011. Rundę wiosenną sezonu 2011/2012 spędził na wypożyczeniu w U.S. Gavorrano. Po zakończeniu sezonu 2013/2014 wraz z Empoli świętował awans do Serie A.

### Statystyki ligowe[3]
| Sezon     | Klub           | Liga     | Mecze | Gole |
| --------- | -------------- | -------- | ----- | ---- |
| 2010/2011 | Empoli FC      | Serie B  | 1     | 0    |
| 2011/2012 | Empoli FC      | Serie B  | 4     | 0    |
| 2011/2012 | U.S. Gavorrano | Serie C2 | 17    | 10   |
| 2012/2013 | Empoli FC      | Serie B  | 18    | 1    |
| 2013/2014 | Empoli FC      | Serie B  | 37    | 6    |
| 2014/2015 | Empoli FC      | Serie A  | 34    | 5    |
| 2015/2016 | Empoli FC      | Serie A  | 38    | 6    |
| 2016/2017 | Empoli FC      | Serie A  |       |      |